# کرتن (تگزاس)
کرتن، تگزاس(به انگلیسی: Kurten, Texas) شهری در ایالت تگزاس از ایالات جنوبی ایالات متحده آمریکا است.